# Božidar Terzić
Božidar Terzić, cyr. Божидар Терзић (ur. 1867, zm. 1939) – serbski generał.
Podczas I wojny światowej w trakcie kampanii serbskiej w stopniu pułkownika pełnił funkcję szefa sztabu 1 Armii.
W 1929 został odznaczony Wielką Wstęgę Orderu Odrodzenia Polski.